# Diócesis de San Petersburgo
La diócesis de San Petersburgo (en latín: Dioecesis Sancti Petri in Florida y en inglés: Roman Catholic Diocese of Saint Petersburg) es una circunscripción eclesiástica de la Iglesia católica en Estados Unidos. Se trata de una diócesis latina, sufragánea de la arquidiócesis de Miami. Desde el 28 de noviembre de 2016 su obispo es Gregory Lawrence Parkes.

## Territorio y organización

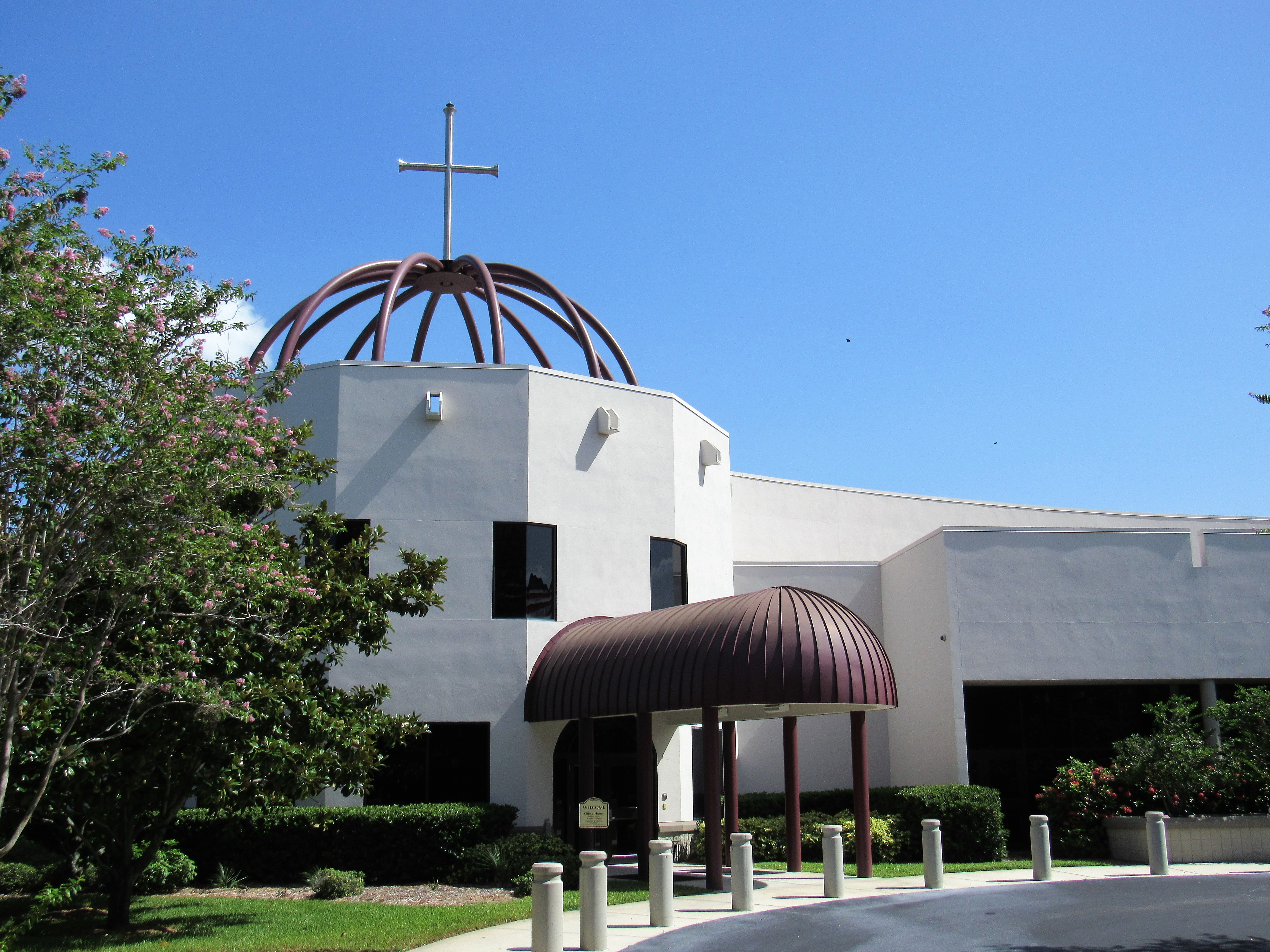
El Pastoral Center de la diócesis

La diócesis tiene 8228 km² y extiende su jurisdicción sobre los fieles católicos de rito latino residentes en 5 condados del estado de Florida: Citrus, Hernando, Hillsborough, Pasco y Pinellas.
La sede de la diócesis se encuentra en la ciudad de San Petersburgo, en donde se halla la Catedral de San Judas Tadeo.
En 2020 en la diócesis existían 74 parroquias.

## Historia
La diócesis fue erigida el 2 de marzo de 1968 con la bula Cum Ecclesia del papa Pablo VI, obteniendo el territorio de las diócesis de Miami (concurrentemente elevada a arquidiócesis) y de San Agustín.
El 16 de junio de 1984 cedió una parte de su territorio para la erección de la diócesis de Venice mediante la bula Postulat quandoque del papa Juan Pablo II.

## Estadísticas
Según el Anuario Pontificio 2021 la diócesis tenía a fines de 2020 un total de 487 008 fieles bautizados.
| Año                                                                             | Población            | Población | Población      | Sacerdotes | Sacerdotes    | Sacerdotes    | Bautizados por sacerdote | Diáconos permanentes | Religiosos | Religiosos | Parroquias |
| Año                                                                             | Bautizados católicos | Total     | % de católicos | Total      | Clero secular | Clero regular | Bautizados por sacerdote | Diáconos permanentes | Varones    | Mujeres    | Parroquias |
| ------------------------------------------------------------------------------- | -------------------- | --------- | -------------- | ---------- | ------------- | ------------- | ------------------------ | -------------------- | ---------- | ---------- | ---------- |
| 1970                                                                            | 129 531              | 1 373 200 | 9.4            | 322        | 133           | 189           | 402                      |                      | 235        | 440        | 67         |
| 1976                                                                            | 194 249              | 1 924 200 | 10.1           | 318        | 199           | 119           | 610                      |                      | 155        | 372        | 86         |
| 1980                                                                            | 252 316              | 2 254 959 | 11.2           | 350        | 225           | 125           | 720                      | 3                    | 177        | 355        | 89         |
| 1990                                                                            | 291 359              | 2 207 266 | 13.2           | 330        | 181           | 149           | 882                      | 51                   | 199        | 349        | 73         |
| 1999                                                                            | 358 951              | 2 393 006 | 15.0           | 280        | 134           | 146           | 1281                     | 81                   | 47         | 355        | 73         |
| 2000                                                                            | 365 277              | 2 435 179 | 15.0           | 349        | 211           | 138           | 1046                     | 93                   | 188        | 340        | 73         |
| 2001                                                                            | 371 714              | 2 478 095 | 15.0           | 343        | 209           | 134           | 1083                     | 93                   | 184        | 209        | 73         |
| 2002                                                                            | 384 259              | 2 561 727 | 15.0           | 368        | 237           | 131           | 1044                     | 93                   | 183        | 353        | 73         |
| 2003                                                                            | 391 422              | 2 609 480 | 15.0           | 346        | 217           | 129           | 1131                     | 100                  | 181        | 330        | 75         |
| 2004                                                                            | 398 702              | 2 660 220 | 15.0           | 305        | 194           | 111           | 1307                     | 107                  | 155        | 330        | 73         |
| 2010                                                                            | 424 951              | 2 875 177 | 14.8           | 323        | 207           | 116           | 1315                     | 118                  | 164        | 209        | 75         |
| 2014                                                                            | 438 200              | 2 968 000 | 14.8           | 332        | 203           | 129           | 1319                     | 130                  | 166        | 174        | 74         |
| 2017                                                                            | 461 209              | 3 116 283 | 14.8           | 323        | 191           | 132           | 1427                     | 141                  | 162        | 132        | 74         |
| 2020                                                                            | 487 008              | 3 290 592 | 14.8           | 291        | 195           | 96            | 1673                     | 119                  | 127        | 128        | 74         |
| Fuente: Catholic-Hierarchy, que a su vez toma los datos del Anuario Pontificio. |                      |           |                |            |               |               |                          |                      |            |            |            |

## Episcopologio
- Charles Borromeo McLaughlin † (2 de mayo de 1968-14 de diciembre de 1978 falleció)
- William Thomas Larkin † (18 de abril de 1979-29 de noviembre de 1988 retirado)
- John Clement Favalora (14 de marzo de 1989-3 de noviembre de 1994 nombrado arzobispo de Miami)
- Robert Nugent Lynch (5 de diciembre de 1995-28 de noviembre de 2016 retirado)
- Gregory Lawrence Parkes, desde el 28 de noviembre de 2016